# 特倫市鎮

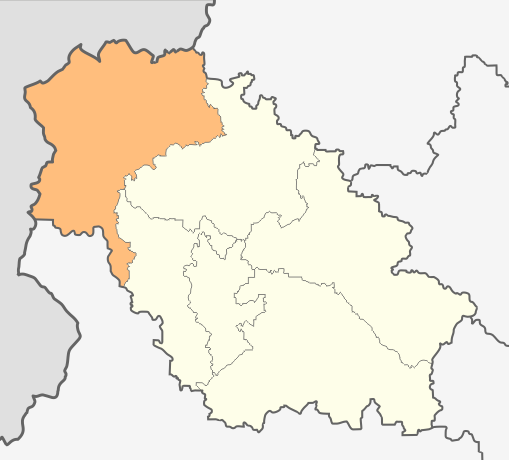

特倫市鎮，是保加利亞西部佩爾尼克州的市鎮，行政中心为特倫，面積573.46平方公里，2005年人口4,743，人口密度每平方公里8.27人。